# Hello Festival

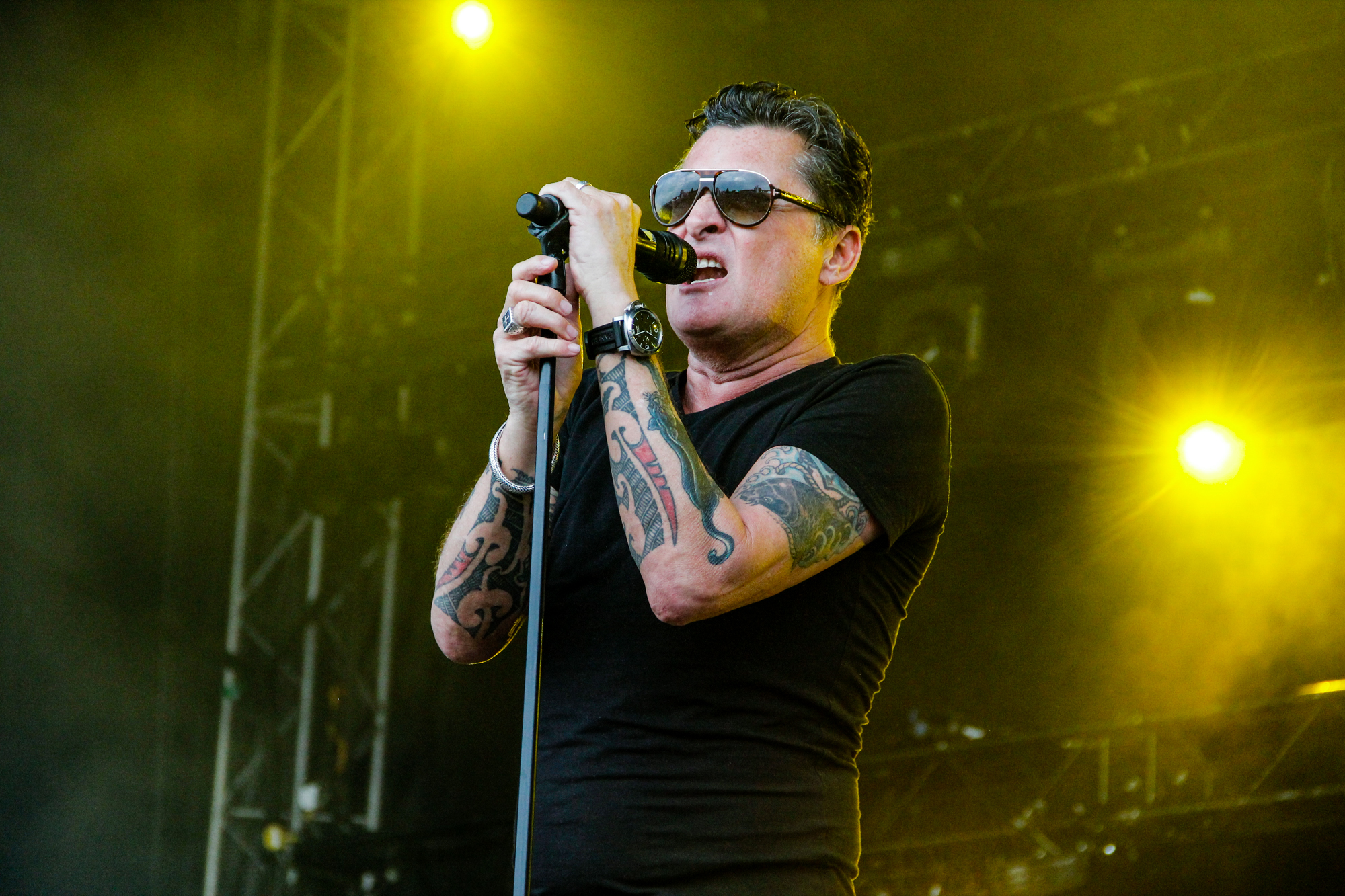
Barry Hay van de Golden Earring tijdens Retropop in 2014

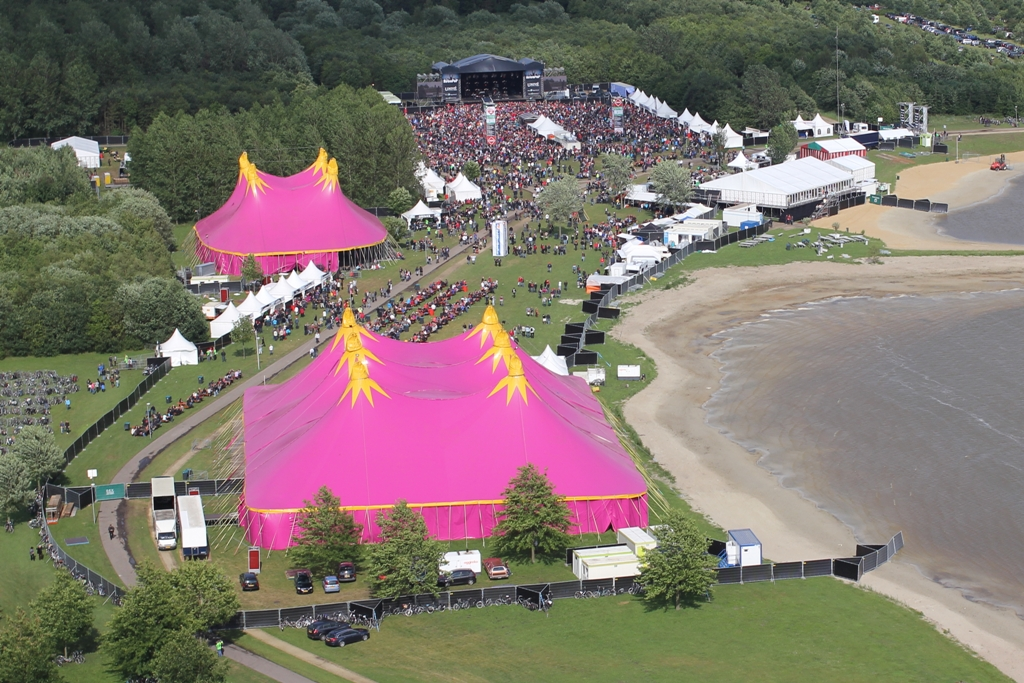
Retropop in 2011

Hello Festival is een jaarlijks muziekfestival in Emmen in de Nederlandse provincie Drenthe. Het is een eendaags festival met meerdere podia en muziekgenres, variërend van pop en rock tot Nederlandstalige en elektronische muziek. De organisatie ligt in handen van No Limit Events. Het festival werd de eerste keer in 2002 georganiseerd onder de naam Back to the 80's. Van 2006 tot 2008 kwam er een tweede festival bij onder de naam Back to the 70's. Van 2010 tot en met 2018 heette het festival Retropop, in 2019 kreeg het evenement de huidige naam.

## Back to the 80's-festival

### april 2002
- Optredens: Pasadena's
- Locatie: Boogie Bar
- Bezoekersaantal: 1100 bezoekers

### april 2003
- Optredens: Jacki Graham, David Grant en Londonbeat
- Locatie:De Muzeval
- Bezoekersaantal: 1350 bezoekers

### april 2004
- Optredens: Tony Hadley en Harry Slinger (Drukwerk)
- Locatie: De Muzeval
- Bezoekersaantal: 1350 bezoekers

### april 2005
- Optredens: Spargo, The Real Thing en Erik Mesie (Toontje Lager)
- Locatie: De Giraf
- Bezoekersaantal: 2500 bezoekers

### april 2006
- Optredens: Rose Royce
- Locatie: De Giraf
- Bezoekersaantal: 2500 bezoekers

### april 2007
- Optredens: Soul II Soul en Londonbeat
- Locatie: De Giraf
- Bezoekersaantal: 2500 bezoekers

### juni 2008
- Optredens: Kool & The Gang, Billy Ocean, Het Goede Doel, Fischer-Z
- Locatie: De Grote Rietplas
- Bezoekersaantal: 6000 bezoekers

### juni 2009
- Optredens: Kim Wilde, 10cc, Paul Young, Björn Again, Blues Brothers Band, Cock Robin.
- Locatie: De Grote Rietplas
- Bezoekersaantal: 8000 bezoekers

## Back to the 70's-festival

### november 2006
- Optredens: The Trammps
- Locatie: De Giraf
- Bezoekersaantal: 2500 bezoekers

### november 2007
- Optredens: Racey en de Swinging Soul Machine
- Locatie: De Giraf
- Bezoekersaantal: 2500 bezoekers

### november 2008
- Optredens: George McCrae, George Baker en de Bee Gees tribute ‘Counterfeit Bee Gees’.
- Locatie: Eden Hotel Emmen
- Bezoekersaantal: 2000 bezoekers

## Retropop

### 2010
- Bezoekersaantal: 9.000
- Locatie: De Grote Rietplas

|                  | Mainstage                                                                      | Surprisestage                                                       |
| ---------------- | ------------------------------------------------------------------------------ | ------------------------------------------------------------------- |
| Zaterdag 12 juni | Billy Ocean Alphaville Raymond van het Groenewoud Level 42 The Real Thing Nena | New Adventures Gimme Shelter Piledriver Beatles Revival Rootsriders |

### 2011

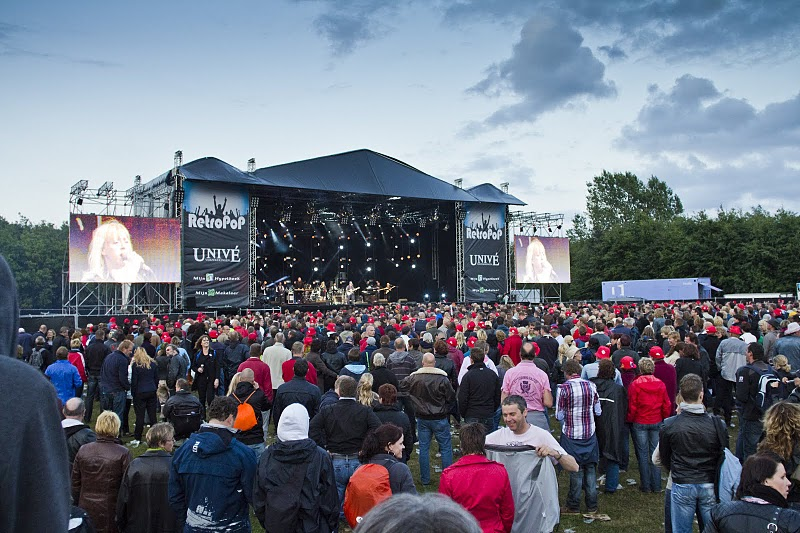
Retropop 2011

- Bezoekersaantal: 12.000
- Locatie: De Grote Rietplas

|                  | Mainstage                                                              | Surprisestage                                                                               |
| ---------------- | ---------------------------------------------------------------------- | ------------------------------------------------------------------------------------------- |
| Zaterdag 11 juni | Kim Wilde The Orchestra Wild Romance Het Goede Doel Paul Carrack Anouk | Holden Crystal Dream Plays U2’ The Doors in Concert The Bruce Band The COPS One Step Behind |

### 2012
- Bezoekersaantal: 12.000
- Locatie: De Grote Rietplas

|                 | Mainstage                                                    | Surprisestage                                                                                  |
| --------------- | ------------------------------------------------------------ | ---------------------------------------------------------------------------------------------- |
| Zaterdag 9 juni | UB40 Roger Hodgson De Dijk Krystl 10cc Sheila E. Nik Kershaw | Neil Young Mirror Band The Fortune Sons Phil Blaas of Glory Bounce Joe Undercover Dutch Eagles |

### 2013
- Bezoekersaantal: 12.000
- Locatie: De Grote Rietplas

|                 | Mainstage                                                                                                | Surprisestage                                                                                            |
| --------------- | --- | --- |
| Zaterdag 8 juni | Status Quo Nile Rodgers ft. CHIC Alphaville Jan Akkerman, Brainbox ft. Bert Heerink Frank Boeijen Racoon | Gimme Shelter Bouke & The Elvis Matters Band Brothers in Arms Simon & Garfunkel Revival Band Night Fever |

### 2014
- Bezoekersaantal: 15.000[2]
- Locatie: De Grote Rietplas

|                 | Mainstage                                                   | Nederpopstage                                                          | Dancestage                                       |
| --------------- | ----------------------------------------------------------- | ---------------------------------------------------------------------- | ------------------------------------------------ |
| Zaterdag 7 juni | Simple Minds Level 42 Golden Earring The Stranglers De Kast | Kayak Drukwerk Splitspolitie New Adventures Erik Mesie & Toontje Lager | Roy Keuter DJ Marc Adriani & DJ Frank van 't Hof |

### 2015
- Bezoekersaantal: 15.000[4]
- Locatie: De Grote Rietplas

|                  | Mainstage                               | Nederpopstage                                             | Futurestage                                               |
| ---------------- | --------------------------------------- | --------------------------------------------------------- | --------------------------------------------------------- |
| Zaterdag 13 juni | Tom Jones Ed Kowalczyk ABC OMD Clouseau | Rob de Nijs Van Dik Hout Nits Het Goede Doel Time Bandits | Jett Rebel Rondé The Kik en Armand Afterpartees Douwe Bob |

### 2016
- Bezoekersaantal: 17.500
- Locatie: De Grote Rietplas

|                 | Mainstage                                                            | Nederpopstage                                              | Futurestage                              |
| --------------- | -------------------------------------------------------------------- | ---------------------------------------------------------- | ---------------------------------------- |
| Zaterdag 4 juni | Europe The Waterboys Golden Earring Kid Creole and the Coconuts BLØF | Rowwen Hèze Frank Boeijen Ten Sharp Powerplay The Charlies | Kovacs Sven Hammond Causes Haevn My Baby |

### 2017
- Bezoekersaantal: 17.500
- Locatie: De Grote Rietplas Emmen

|                  | Mainstage                                       | Nederpopstage                                                 | Futurestage                                                                                     |
| ---------------- | ----------------------------------------------- | ------------------------------------------------------------- | ----------------------------------------------------------------------------------------------- |
| Zaterdag 10 juni | Roger Hodgson The Pretenders Doe Maar Fischer-Z | DI-RECT Danny Vera Pater Moeskroen Pé Daalemmer & Rooie Rinus | Lucas Hamming Sue the Night VANT Indian Askin DJ Rooie Jager Thijs Boontjes Dans- en Showorkest |

### 2018
- Bezoekersaantal: 20.000
- Locatie: De Grote Rietplas Emmen

|                | Mainstage                        | Nolimitstage                         | Huiskamer                           |
| -------------- | -------------------------------- | ------------------------------------ | ----------------------------------- |
| Vrijdag 8 juni | Ronan Keating Ronnie Flex Racoon | Razz K's Choice Fischer-Z Daredevils | Ruud Fieten Saint Martinez The Heck |

|                 | Mainstage                                                   | Nolimitstage                                                         | Tributestage                                               | Futurestage                                                      |
| --------------- | ----------------------------------------------------------- | -------------------------------------------------------------------- | ---------------------------------------------------------- | ---------------------------------------------------------------- |
| Zaterdag 9 juni | Bryan Ferry Anastacia The Orchestra Bananarama Chef'Special | The Godfathers Roland Gift Public Image Ltd. Chi Coltrane Uriah Heep | Wild Romance Bouke Rootsriders Martijn Fischer Forever Amy | De Jeugd van Tegenwoordig Waylon Canshaker Pi Jeangu Macrooy EUT |

## Hello Festival

### 2019
- Bezoekersaantal: 30.000
- Locatie: De Grote Rietplas Emmen

|                 | Mainstage                                                                | Nolimitstage                                                     | Zebrastage                                                  | Hangover                   | Huiskamer                              |
| --------------- | ------------------------------------------------------------------------ | ---------------------------------------------------------------- | ----------------------------------------------------------- | -------------------------- | -------------------------------------- |
| Zaterdag 8 juni | Lenny Kravitz BLØF Navarone Daniël Lohues                                | Milow Gavin James Vandenberg's MoonKings Joris Linssen & Caramba | Kraantje Pappie DeWolff Razz Anemone                        | De Tante Joke Karaoke Band | Jason Staal Jooz Nadua                 |
| Zondag 9 juni   | Keane Little Steven and the Disciples of Soul Paul Carrack Miss Montreal | Golden Earring Van Dik Hout Wulf Midge Ure                       | Lil' Kleine Rumours The Bowie Collective The Kik Daredevils | Nielson Diggy Dex          | Mary Confurius Hannah Mae Leon Moorman |

### 2022
- Bezoekersaantal: 15.000
- Locatie: De Grote Rietplas Emmen

|                  | Mainstage                                   | Nolimitstage                           | Tent zonder naam        | Het strandhuus |
| ---------------- | ------------------------------------------- | -------------------------------------- | ----------------------- | -------------- |
| Zaterdag 11 juni | Europe OMD Al Mckay Dolly Dots Dilana Smith | Marky Ramone Bökkers Antoon Daredevils | Flemming Henk Wijngaard |                |

### 2023
- Bezoekersaantal: 17.000
- Locatie: De Grote Rietplas Emmen

|                  | Mainstage                                   | Paytree Stage                                                                                   | Tent zonder naam                                                 | Strandhuus                               |
| ---------------- | ------------------------------------------- | ----------------------------------------------------------------------------------------------- | ---------------------------------------------------------------- | ---------------------------------------- |
| Zaterdag 10 juni | Suzan & Freek Son Mieux Nena Krezip Madness | Queen Must Go On Bouke & The Elvis Matters Band Gruppo Sportivo Kris Kross Amsterdam Daredevils | Buurman & Buurman Qmusic het foute uur La Fuente Martijn Fischer | Lisa Ploeger Marit en de Medemens Thyrza |

### 2024
- Bezoekersaantal: 21.000
- Locatie: De Grote Rietplas Emmen

|                 | Mainstage                                                                  | Paytree Stage | Tent zonder naam                                                                                     | Strandhuus                          |
| --------------- | -------------------------------------------------------------------------- | --- | --- | ----------------------------------- |
| Zaterdag 8 juni | DI-RECT Sananda Maitreya Froukje Helmut Lotti Goes Metal Acda en De Munnik | Henk Westbroek Erik Mesie Alides Hidding Hans de Booij Tony Hadley Roberto Jacketti & the Scooters Donnie Daredevils | LEVI Easterfield Rick Bankzitters Joep Verhaar Joel Borelli Mojo Fyre Extince Buurman & Buurman Show | Nina Wood Maartje Robin Bliss Yanik |